# Canelones (comida)

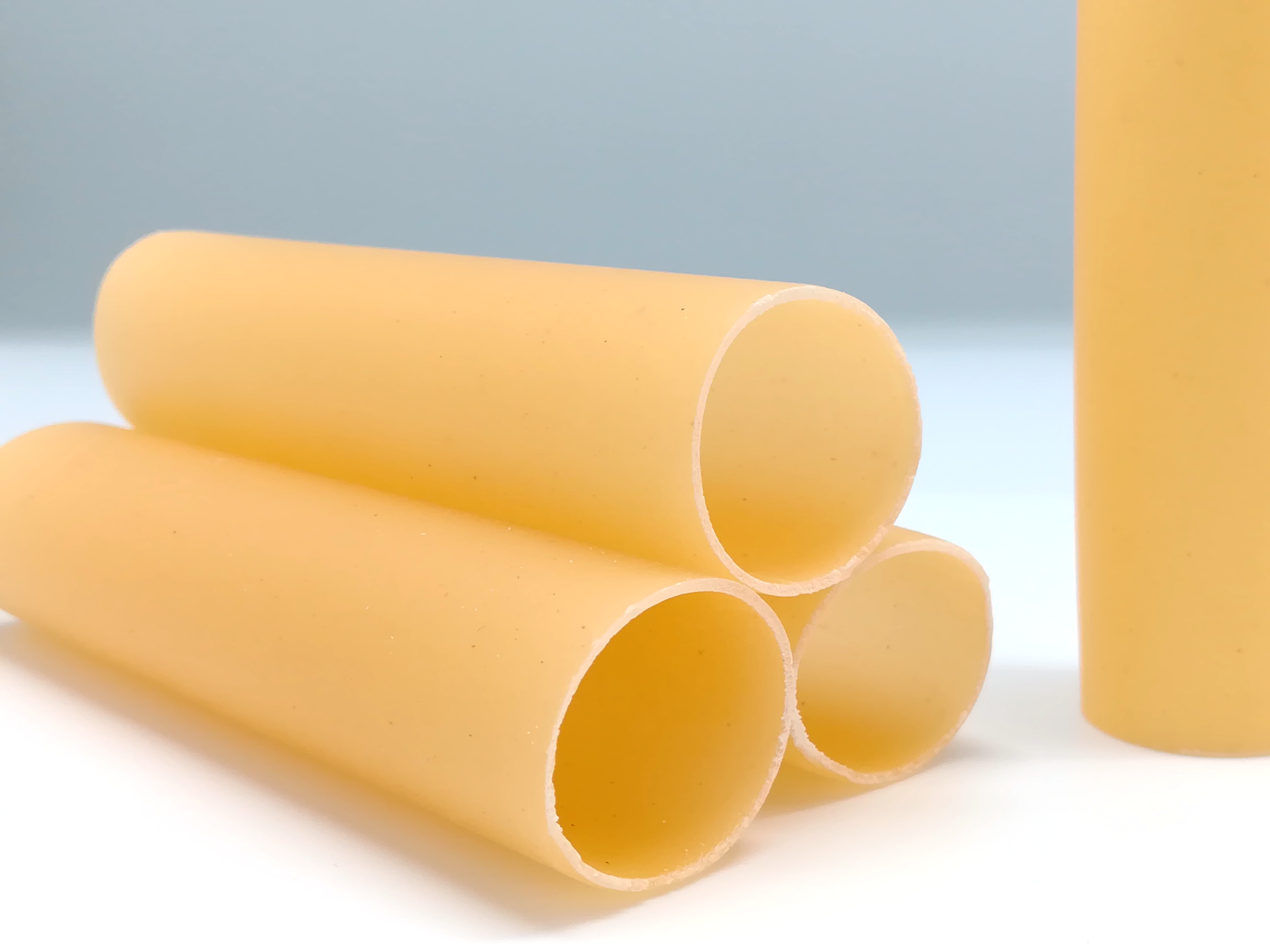
Canelones crudos.

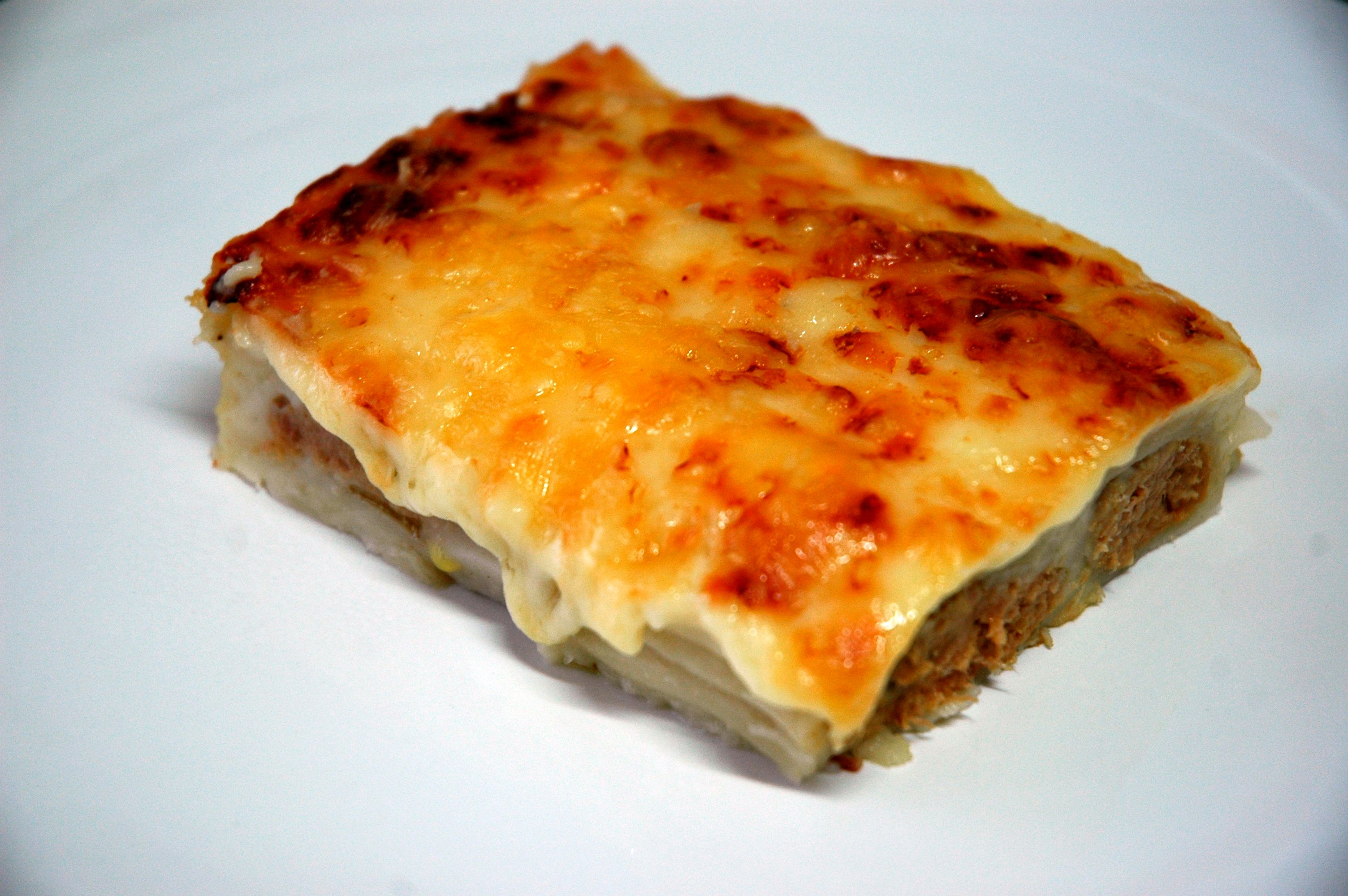
Canelones a la catalana.

Los canelones (del italiano cannelloni) son una pasta ancha de forma cilíndrica que se emplea a menudo en la cocina italiana para hacer platos con carne picada, pescado (atún a ser posible), verdura, requesón o espinacas en su interior. Se suele enrollar formando un cilindro (de ahí proviene el nombre que en italiano significa «canalón»), y a veces aparece la denominación manicotti. 
Curiosamente no es en Italia donde más se consume este tipo de pasta. Los siglos de comercio y trato común entre Cataluña y el sur de Italia dieron como resultado un intercambio cultural y, en especial, gastronómico entre los territorios.
En la gastronomía catalana, la imitación de los canelones italianos fue introducida por los cocineros italianos de algunas familias de la burguesía barcelonesa en el siglo XIX. Se extendieron rápidamente por todas las clases sociales con algunas modificaciones para adaptarlos al gusto catalán. Aunque no se encuentran en los recetarios de la cocina catalana del siglo XIX a principios del siglo XX (Llibre de la cuina catalana, La Teca), hoy día los canelones a la catalana se consideran como típicos de la región.
Los canelones y en general todas las pastas al horno en Cataluña no se dejan al dente, sino bien cocidas y después se gratinan un poco al horno para que quede crujiente el exterior.  Otra diferencia clara entre los canelons de Sant Esteve, o canelones catalanes, respecto a los italianos, es que la carne es asada, se pasa por la sartén donde luego se hará el sofrito y a continuación se pica, mientras que los canelones a la boloñesa, se hacen directamente con carne picada y mezclada con un sofrito con zanahoria y apio. Tradicionalmente los canelones se bañan en salsa bechamel cubierta con queso rallado para gratinarlos al horno.
Además, los canelones son un plato muy popular en Argentina, Uruguay, Venezuela y Costa Rica (en este último se les suele freír envueltos en huevo u hornearlos y rellenarlos de carne) debido a la gran inmigración italiana hacia esos países. 
La invención del canelón se atribuye al compositor Gioachino Rossini, de quien se dice que, además de tener muy buen gusto en su paladar, era un excelente cocinero. Los cannelloni alla Rossini originales eran rellenos de carne o pollo con foie gras, champiñones o trufas y vino dulce o fortificado y bañados con bechamel, queso parmesano y/o ralladura de trufa. Existen diversas versiones de estos canelones, con rellenos con ricota, jamón, carnes diversas o espinaca y sazonados con salsa blanca y de tomate.